# Rehaussement de crédit
Le rehaussement de crédit est une opération financière par laquelle un établissement financier spécialisé, appelé rehausseur de crédit (ou monoline en anglais) apporte sa garantie à un organisme (public ou privé) qui émet des emprunts sur les marchés financiers.
L’avantage du rehaussement de crédit provient du fait que le taux d’intérêt auquel un emprunteur peut lever des capitaux sur les marchés est directement corrélé à sa solidité, mesurée par une agence de notation financière. Le rehausseur de crédit, qui jouit par nécessité professionnelle de la meilleure note possible (AAA), fait bénéficier les crédits qu'il garantit de sa propre notation, permettant à l’emprunteur de bénéficier d’un taux d’intérêt moins élevé. 
L'inconvénient est que le système est ainsi biaisé, la solvabilité réelle de l'emprunteur final étant masquée, comme cela est apparu lors de la crise financière de 2007-2010[réf. nécessaire] .

## Le métier du rehaussement de crédit aux États-Unis
L’activité de rehaussement de crédit s’est développée aux États-Unis pour le compte des collectivités locales. Contrairement à l’Europe, où ces dernières se financent par emprunt bancaire, celles-ci se financent aux États-Unis par emprunt levés sur les marchés financiers (émission de municipal bonds et autres). Elles utilisent donc traditionnellement les services des rehausseurs de crédits.
Par la suite, les rehausseurs de crédits américains ont également apporté leur garantie à des produits titrisés (en particulier les paquets de créances CDO) qui se sont révélés bien plus risqués que les classiques collectivités locales pendant la crise des subprimes de 2007.

## Les rehausseurs de crédit (monolines) aux États-Unis
Un rehausseur de crédits est une société purement financière qui a pour mission d'accumuler des créances de qualité très diverses, et de les réunir dans un même portefeuille, afin que les meilleures tirent l'ensemble vers le haut, et permettent à cette société d'émettre des emprunts portant la notation financière la plus élevée, soit AAA.
Ces emprunts, à note AAA, sont ensuite placés auprès du grand public, dans les réseaux des banques, un peu partout, dans le monde, via des SICAV monétaires, ce qui en fait des produits d'épargne présentés comme sûrs. La fragilité de ces réhausseurs de crédits vient du fait qu'une partie des emprunts, les plus mal notés, peut entraîner une dévalorisation de la note globale de la société. C'est ce qui s'est passé lors de la crise des subprimes, lorsqu'il est apparu que la chute des prix de l'immobilier américain a réduit à quasiment zéro la valeur de marché des créances hypothécaires (mortgage), plus personne n'acceptant d'acheter ces créances en raison de l'absence totale d'information financière sur la situation des banques qui les détiennent.
En 2007, les huit principaux rehausseurs de crédit américains sont :
- no 1 : MBIA
- no 2 : Ambac (créé en 1971)
- FGIC
- FSA (filiale de la banque franco-belge Dexia) devenue par la suite Assured Guaranty Municipal Corp (filiale de Assured Guaranty)
- XL Capital
- CIFG (filiale des Caisses d'épargne et des Banques populaires)
- ACA Financial Guaranty
- Assured Guaranty Corp.

## La crise des monolines (2007-2008)
Les rehausseurs de crédit ont été touchés par la crise des subprimes. En 2007, les monolines américains apportent leur garantie de paiements à plus de 2.000 milliards de dollars de titres, ou 2 400 milliards. Dont une partie d'actifs à risque : des CDO d'ABS, qui comprennent des crédits subprimes.
En décembre 2007, les agences de notation Standard & Poor's, Moody's et Fitch ont menacé de revoir à la baisse les notes de plusieurs grands monolines américains (MBIA et Ambac en particulier) en raison de la présence de crédits subprimes dans les CDO qu'ils assurent, ce qui remettrait mécaniquement en cause leur activité.
En 2007, tous les monoline américains ont été contraints de passer de lourdes dépréciations d’actifs. Quatre des banques françaises qui détiennent ce genre d’activité aux États-Unis ont été touchées. C’est le cas de Dexia (filiale FSA), ou de Natixis (avec son ex-filiale CIFG, revendue en décembre 2007 à ses actionnaires Caisse d'épargne et Banques populaires). Crédit Agricole S.A. a pour sa part déprécié des encours garantis par ACA Financial Guaranty.
Les quatre groupes français bancaires disposant de filiales de réhaussement de crédit sont tous les quatre mutualistes (Crédit agricole, Caisse d'épargne, Banques populaires) ou détenant l'État à leur capital (Dexia). En 2007, FSA, filiale de Dexia était classée numéro quatre mondial des rehausseurs de crédit par les analystes financiers.
L'exposition nette des monolines américains aux CDO d'ABS (les structures qui portent les crédits à risque subprimes), début 2008, est la suivante :
- Ambac : 29,2 milliards de dollars.
- ACA : 22,4 milliards.
- MBIA : 17,3 milliards.
- XLCA : 16,1 milliards.
- FGIC : 10,3 milliards.
- CIFG : 9,4 milliards.
- FSA : 0,4 milliard.
- Assured Guaranty Corp : 0,6 milliard.

En février 2008, la notation financière de tous les monolines se trouve sous surveillance négative, seule celle des deux monolines les moins exposés (FSA et Assured) étant stable.
Au début de l'année 2008, il est apparu que la crise des rehausseurs de crédit affectait directement l'ensemble du secteur bancaire. Les rehausseurs de crédit donnent en effet leur garantie à des actifs présents dans les bilans des banques traditionnelles. Les craintes sur leur capacité à assurer cette garantie entraînent l'inscription d'importantes provisions dans les bilans des banques classiques.
Le 12 février 2008, le milliardaire américain Warren Buffett s'est dit prêt à réassurer la partie la plus sûre (les obligations municipales, ou munibonds dans le jargon financier anglo-saxon) des rehausseurs de crédit MBIA, Ambac et FGIC, or cette offre a été unanimement refusée quelques semaines plus tard par les trois instituts.